# Emma Nilsson
Emma Margareta Nilsson, född 18 november 1993 i Gräsmarks församling i Värmlands län, är en svensk skidskytt som debuterade i världscupen i december 2014. Hennes första pallplats i världscupen kom när hon ingick i det svenska lag som blev tvåa i stafetten den 16 december 2018 i Hochfilzen i Österrike.
Nilsson körde startsträckan när Sverige tog guld i mixedstafett vid Europamästerskapen i skidskytte 2019.

## Resultat
Nilssons bästa resultat i världscupen är en 18:e plats från distanstävlingen i Pokljuka 2018/19.

### Pallplatser i världscupen

#### Lag
I lag har Nilsson en pallplats i världscupen: en andraplats. 
| Säsong    | Datum            | Plats      | Disciplin | Placering | Lagkamrat(er)                 |
| --------- | ---------------- | ---------- | --------- | --------- | ----------------------------- |
| 2018/2019 | 16 december 2018 | Hochfilzen | Stafett   | 2:a       | Persson / Brorsson / H. Öberg |

### Ställning i världscupen
| Säsong  | Totalt | Totalt | Distans | Distans | Sprint | Sprint | Jaktstart | Jaktstart | Masstart | Masstart |
| Säsong  | Poäng  | Plac.  | Poäng   | Plac.   | Poäng  | Plac.  | Poäng     | Plac.     | Poäng    | Plac.    |
| ------- | ------ | ------ | ------- | ------- | ------ | ------ | --------- | --------- | -------- | -------- |
| 2014/15 | 3      | 93:a   | –       | –       | 3      | 85     | –         | –         | –        | –        |
| 2016/17 | 65     | 60:e   | –       | –       | 30     | 60:e   | 35        | 53:a      | –        | –        |
| 2017/18 | 60     | 62:a   | 5       | 51:a    | 40     | 54:a   | 15        | 65:a      | –        | –        |
| 2018/19 | 79     | 58:a   | 42      | 27:a    | 18     | 71:a   | 19        | 63:a      | –        | –        |
| 2019/20 | 1      | 93:a   | 1       | 67:a    | –      | –      | –         | –         | –        | –        |
| 2021/22 | 18     | 86:a   | –       | –       | 17     | 71:a   | 1         | 84:a      | –        | –        |

### Världsmästerskap
| Tävling         | Distans | Sprint | Jaktstart | Masstart | Stafett | Mixstafett | Singelmix |
| --------------- | ------- | ------ | --------- | -------- | ------- | ---------- | --------- |
| Kontiolax 2015  | 71:a    | 83:a   | —         | —        | 8:a     | —          | i.u.      |
| Oslo 2016       | 56:a    | —      | —         | —        | —       | —          | i.u.      |
| Hochfilzen 2017 | 67:a    | —      | —         | —        | 6:e     | —          | i.u.      |
| Östersund 2019  | 22:a    | —      | —         | —        | —       | —          | —         |